# Joel Tobeck
Joel Bryan Tobeck (* 2. Juni 1971 in Auckland) ist ein neuseeländischer Schauspieler.

## Leben
Tobeck wurde als eines von drei Kindern der Fernseh- und Theaterschauspielerin Liddy Holloway geboren. Sein Großvater war der Politiker Phil Holloway.
Im Alter von fünf Jahren gab Tobeck an der Seite seiner Mutter in einer Adaption des Stückes Die Herzogin von Amalfi am Mercury Theatre sein Schauspieldebüt. Von 1984 bis 1986 hatte er am Youth Theatre Auckland mehrere Hauptrollen auf der Bühne und danach erste kleinere Rollen in Film und Fernsehen. Ab 1995 sah man ihn regelmäßig in Fernsehproduktionen wie etwa in sieben Folgen der Serie Shortland Street als Craig Develter im Jahr 1996. In der gleichen Serie übernahm er von 2015 bis 2016 die Rolle des Jimmy Issac.
Er lebt mit seiner Freundin und den drei gemeinsamen Kindern in Cambridge.

## Filmografie (Auswahl)
- 1986: Queen City Rocker
- 1988: Just Me and Mario
- 1990: Känguruh Carlos (The Shrimp on the Barbie)
- 1992: Mein Großvater ist ein Vampir (My Grandpa Is a Vampire)
- 1995–1996: Wendy (Riding High, Fernsehserie, 3 Episoden)
- 1996, 2015–2016: Shortland Street (Fernsehserie, 55 Episoden)
- 1996–1999: Hercules (Hercules: The Legendary Journeys, Fernsehserie, 9 Episoden)
- 1997: Topless Women Talk About Their Lives
- 1998: Sehnsucht und Erinnerung (Memory & Desire)
- 1998–1999: Der junge Hercules (Young Hercules, Fernsehserie, 12 Episoden)
- 1999: Lawless (Fernsehfilm)
- 2000: Channelling Baby
- 2000, 2001: Xena – Die Kriegerprinzessin (Xena: Warrior Princess, Fernsehserie, 2 Episoden)
- 2000–2001: Cleopatra 2525 (Fernsehserie, 6 Episoden)
- 2003: Perfect Strangers
- 2003: Der Herr der Ringe: Die Rückkehr des Königs (The Lord of the Rings: The Return of the King)
- 2005: Mee-Shee: The Water Giant
- 2005: Little Fish
- 2005: Stealth – Unter dem Radar (Stealth)
- 2007: Eagle vs Shark – Liebe auf Neuseeländisch (Eagle vs Shark)
- 2007: Ghost Rider
- 2007: 30 Days of Night
- 2007: Mein Freund, der Wasserdrache (The Water Horse: Legend of the Deep)
- 2009: Accidents Happen
- 2009: :30 Seconds (Fernsehserie, 6 Episoden)
- 2010: The Hopes & Dreams of Gazza Snell
- 2010: This Is Not My Life (Fernsehserie, 8 Episoden)
- 2010: Sons of Anarchy (Fernsehserie, 5 Episoden)
- 2011: Sleeping Beauty
- 2011: Underbelly: Land of the Long Green Cloud (Fernsehserie, 6 Episoden)
- 2013–2017: The Doctor Blake Mysteries (Fernsehserie, 32 Episoden)
- 2015: Venus and Mars (Fernsehfilm)
- 2016: Ash vs Evil Dead (Fernsehserie, 6 Episoden)
- 2017: The Doctor Blake Mysteries: Family Portrait (Fernsehfilm)
- 2018: Mistress Mercy (Fernsehfilm)
- 2018: The Blake Mysteries: Ghost Stories (Fernsehfilm)
- 2018: Mortal Engines: Krieg der Städte (Mortal Engines)
- 2019: Secret City (Fernsehserie, 6 Episoden)
- 2020: One Lane Bridge (Fernsehserie, 10 Episoden)
- 2020: The Luminaries (Fernsehserie, 6 Episoden)
- 2020: Die Reise nach Westen (The New Legends of Monkey, Fernsehserie, 6 Episoden)
- 2020: Black Hands (Fernsehserie, 5 Episoden)
- 2024: A Mistake